# Tower Belle
Le Tower Belle est un navire à passagers britannique basé à Bristol Harbour en Angleterre. Il est exploité par le Bristol Packet Boat Trips (en), compagnie maritime d'excursions et voyages éducatifs dans le port de la ville, sur la rivière Avon jusqu'à l'écluse de Hanham et les jardins de Beese à Conham (en). Il était initialement connu sous le nom Wincomblee. Entre les années 1950 et 1970, il a opéré à Londres, pour finalement revenir à Bristol en 1976.
Ce bâtiment est inscrit au registre du National Historic Ships  depuis 1996 avec le certificat n°333.

## Histoire
Initialement connu sous le nom de Wincomblee, il a opéré sur Newcastle upon Tyne pour son constructeur Armstrong Whitworth comme ferry d'entreprise pour les travailleurs des chantiers navals. En 1939, il a été transféré à la ville de Newcastle et a probablement été utilisé comme traversier sur la rivière Tyne pendant la Seconde Guerre mondiale.
En 1946, il a été déplacé à Londres, puis a commencé des services passagers sur la Tamise à partir de la Cité de Westminster, de Greenwich et jusqu'au château de Hampton Court. Un moteur diesel a remplacé l'ancienne machine à vapeur. Ses opérateurs sur la Tamise furent HG Hastings (1947-45), Thames Launches (1955-1959) et, rebaptisé Tower Belle par WR Witham (1960-1976).
En 1976, il a été abandonné à Eel Pie Island à Twickenham. Il a été récupéré par le propriétaire de la société Bristol Packet Boat, qui exploitait des narrowboats pour les visites portuaires à Bristol. Tower Belle a été amené par camion à Bristol et, après les réparations nécessaires, a été relancé dans les docks à la fin de 1976. Dans les années suivantes, l'amélioration du navire a été réalisée pour un meilleur confort des excursionnistes.
En 2010, son 90e anniversaire a été célébré avec une croisière commémorative spéciale qui comprenait la présence du maire Colin Smith.